# Ni una canción
Ni una canción es el segundo EP de la banda argentina de indie rock Las Ligas Menores. Fue lanzado en el año 2016, y según la banda, fue un adelanto de su segundo LP Fuego Artificial, lanzado dos años después. Meses después, se presentarían en el Festival de Coachella en abril de 2017, siendo su primera visita a los Estados Unidos. Se presentaron el día 2 del festival, en la noche que encabezó Lady Gaga y en la que tocaron, entre otros, Bon Iver, Future, Local Natives y Car Seat Headrest. El mismo cartel se repitió en el siguiente fin de semana.

## Contenido
De este EP se desprenden el tema homónimo del EP "Ni una canción", que tuvo mucha popularidad antes de la salida de su segundo LP; el segundo track "Mis amigos" que fue una de las primeras canciones de la banda escritas por el 2011, y el último track llamado "Fotos", un cover en español de la banda estadounidense Galaxie 500, una de las influencias de la banda.

## Lista de canciones
| N.º   | Título           | Escritor(es)                     | Duración |  |
| 1.    | «Ni Una Canción» | Anabella Cartolano               | 3:10     |  |
| 2.    | «Mis Amigos»     | Anabella Cartolano               | 1:59     |  |
| 3.    | «Fotos»          | Galaxie 500 - Anabella Cartolano | 3:28     |  |
| 08:38 |                  |                                  |          |  |

## Ficha Técnica
- Anabella Cartolano: voz, guitarra.
- Pablo Kemper: guitarra.
- María Zamtlejfer: bajo.
- Nina Carrara: teclados.
- Micaela García: batería, percusión.

Personal adicional
- Las Ligas Menores: producción.
- Tom Quintans: productor.
- Lucas Rossetto: mezcla y grabación.
- Steve Fallone: masterización.
- Pipe Quintans: asistente de grabación.
- Anabella Cartolano: diseño gráfico.